# U-Bahnhof Westpark
Der U-Bahnhof Westpark ist ein Bahnhof der Münchner U-Bahn. Er wurde am 15. April 1983 eröffnet und ist einer der drei zur IGA eröffneten Bahnhöfe. Er liegt im Münchner Stadtteil Sendling-Westpark unter der Ehrwalder Straße und ist nach der Parkanlage Westpark benannt. Die Hintergleiswände bestehen aus gelben, grünen und blauen Wandpaneelen, die oben nach innen gebogen sind. Die Säulen in der Mitte sind mit gelben Fliesen verkleidet. Die Deckenverkleidung besteht aus Aluminium-Lamellen in denen zwei Lichtbänder sitzen. Sie beleuchten den Bahnsteig, der mit Isarkiesel-Motiv ausgelegt ist. Am Westende führen Roll- und Festtreppen in ein Sperrengeschoss und weiter zur Treffauerstraße und zum Klaiser Weg. Am östlichen Ende erreicht man ebenfalls über Roll- und Festtreppen und über einen Lift ein Sperrengeschoss und an der Oberfläche die Garmischer Straße.
| Linie | Linienverlauf |
| ----- | --- |
| U6    | Garching-Forschungszentrum – (2560 m) – Garching – (1827 m) – Garching-Hochbrück – (4208 m) – Fröttmaning – (830 m) – Kieferngarten – (1431 m) – Freimann – (1087 m) – Studentenstadt – (660 m) – Alte Heide – (740 m) – Nordfriedhof – (813 m) – Dietlindenstraße – (712 m) – Münchner Freiheit – (579 m) – Giselastraße – (744 m) – Universität – (788 m) – Odeonsplatz – (640 m) – Marienplatz – (884 m) – Sendlinger Tor – (843 m) – Goetheplatz – (677 m) – Poccistraße – (624 m) – Implerstraße – (1236 m) – Harras – (837 m) – Partnachplatz – (760 m) – Westpark – (1084 m) – Holzapfelkreuth – (1050 m) – Haderner Stern – (1097 m) – Großhadern – (731 m) – Klinikum Großhadern |